# Vousákovití
Vousákovití (Capitonidae) je čeleď ptáků z řádu šplhavců (Piciformes). Patří sem kolem 15 druhů ve 2 rodech, lišících se zbarvením i v rámci pohlaví. Často se chovají v zajetí.

## Systematika
V tradičním pojetí čeleď vousákovitých zahrnovala hned několik skupin ptáků, které se dnes považují za samostatné čeledi. Tyto skupiny byly Lybiidae z Afriky, Megalaimidae z orientální oblasti a Semnornithidae z Ameriky. Moderní genetické analýzy nicméně ukázaly, že v takovém pojetí jsou vousákovití parafyletického původu, a proto byla skupina vykostěna o zmíněné skupiny ptáků, kterým byl přiřazen status samostatných čeledí. V moderním pojetí tak vousákovití zahrnují pouze zástupce z Jižní a střední Ameriky.

### Seznam druhů
Rozeznávají se následují druhy vousáků:
- rod Capito
  - vousák zlatistý (Capito auratus)
  - vousák olivovohřbetý (Capito aurovirens)
  - vousák skořicovoprsý (Capito brunneipectus)
  - vousák páskohrdlý (Capito dayi)
  - Capito fitzpatricki
  - vousák čabrakový (Capito hypoleucus)
  - vousák panamský (Capito maculicoronatus)
  - vousák černoskvrnný (Capito niger)
  - vousák pětibarvý (Capito quinticolor)
  - vousák oranžovočelý (Capito squamatus)
  - vousák Wallaceův (Capito wallacei)

- rod Eubucco
  - vousák andský (Eubucco bourcierii)
  - vousák zlatoprsý (Eubucco richardsoni)
  - vousák rudokápý (Eubucco tucinkae)
  - vousák pestrý (Eubucco versicolor)

## Popis
Jsou to ptáci pestře zbarvení podle druhů a také pohlaví, jejich prostředím jsou deštné lesy. Hnízdí v dutinách stromů, dutiny si vytvářejí pomocí svých silných zobáků. Jsou charakterističtí pro své silné zobáky, díky kterým je lze zaměnit s papoušky.

## Areál rozšíření
Obývají Jižní a Střední Ameriku.